# Јорговани (филм)
Јорговани је  српска љубавна комедија из 2024. године. Свечана премијера је одржана 27. фебруара 2024. у оквиру такмичарског програма 52. Феста.
Биоскопска дистрибуција је кренула 29. фебруара 2024. године.
Филм је до сад одгледало 200.000 гледалаца.

## Радња
Јорговани су сатира, а сатире никад нису само смешне, звезде су људи, а људи су свакојаки. Игор и Катарина, главни глумац и глумица мелодрамске серије Кад замиришу јорговани заједно су и на екрану и ван њега. Ослепели од блицева и оглувели од аплауза они се, иако нераздвојни, дуго нису ни чули ни видели... Све до доделе награда за најбољу серију године, где ће се цела екипа окупити и где ће заједно открити да прљав веш смрди више ако је фирмиран.

## Улоге
| Глумац            | Улога      |
| ----------------- | ---------- |
| Иван Босиљчић     | Игор       |
| Слобода Мићаловић | Катарина   |
| Милутин Караџић   | продуцент  |
| Гордан Кичић      | редитељ    |
| Небојша Дугалић   | Олег       |
| Исидора Јанковић  | Данијела   |
| Јован Јовановић   | Данијел    |
| Јана Бјелица      | Маја       |
| Павле Чемерикић   | сценариста |
| Вахид Џанковић    |            |
| Ненад Окановић    | конобар    |
| Петар Васиљевић   |            |
| Давид Јаковљевић  |            |

## Занимљивости
У филму се појављује сценариста филма Давид Јаковљевић који је раније изјавио да је сам назив филма настао у жељи да се приближи именима романа књижевнице Милице Јаковљевић Мир-Јам, по којима су рађене серије у којима су стварно играли Слобода Мићаловић и Иван Босиљчић. Име фиктивне серије за коју су награђени јунаци у филму је Кад замиришу јорговани а аутори су изабрали овај назив још из једног разлога, јер је продуцент филма Зоран Јанковић на почетку своје каријере продуцирао албум Дине Мерлина.